# First Connecticut Lake
Der First Connecticut Lake (übers.: Erster Connecticutsee) ist ein See am Oberlauf des Connecticut Rivers. Er liegt in New Hampshire, einem der Neuenglandstaaten der USA, in der Gemeinde Pittsburg innerhalb der Connecticut Lakes Natural Area. Von den vier Seen gleichen, nur durch die Nummerierung unterschiedenen Namens ist er der vierte in Fließrichtung. Gegen letztere erfolgt die Zählung der Seen. Neben dem diesen durchfließenden Connecticut münden mehrere, teils namenlose Bäche in den See. Bei einer Fläche von 3076 Acres hat dieser eine durchschnittliche Tiefe von ca. 17 und eine maximale Tiefe von 50 Metern. Das Gewässer ist oligotroph, vorkommende Fischarten sind Wolfsbarsch, Atlantischer Lachs, Amerikanischer Seesaibling und Quappen. Nordwestlich verläuft die US-3 zur nördlich der Seen verlaufenden kanadischen Grenze. Von der Straße aus ist der See über zwei Rampen für kleinere Boote erreichbar.